# 手工电弧焊

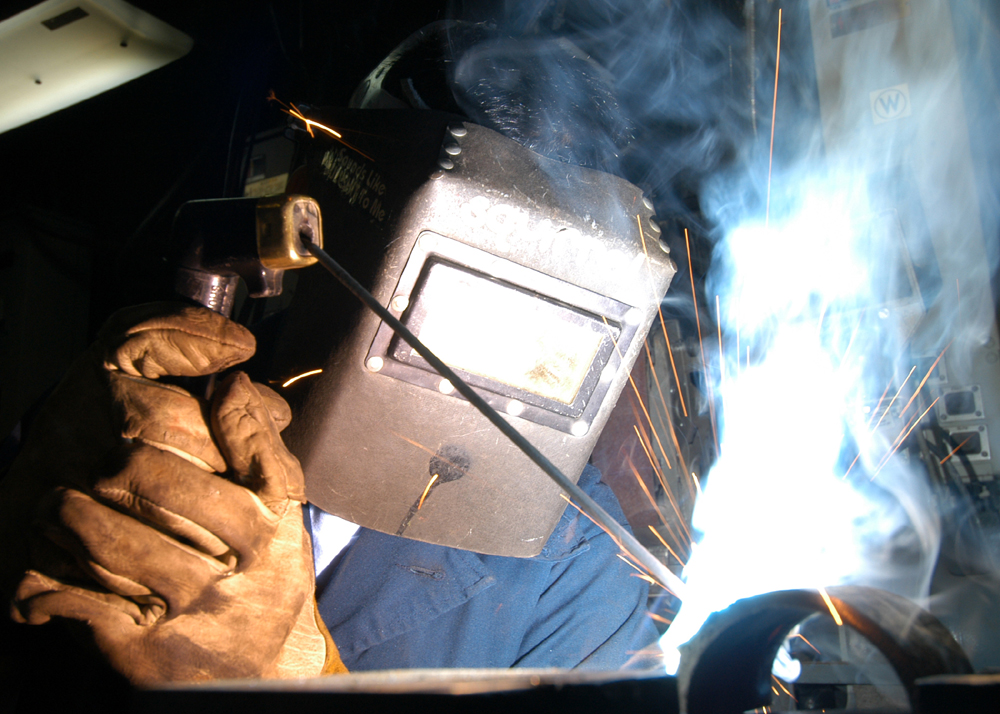
电弧放电时会产生大量的光和热，为保护视力和防止脸部烫伤操作者往往要戴着防護具

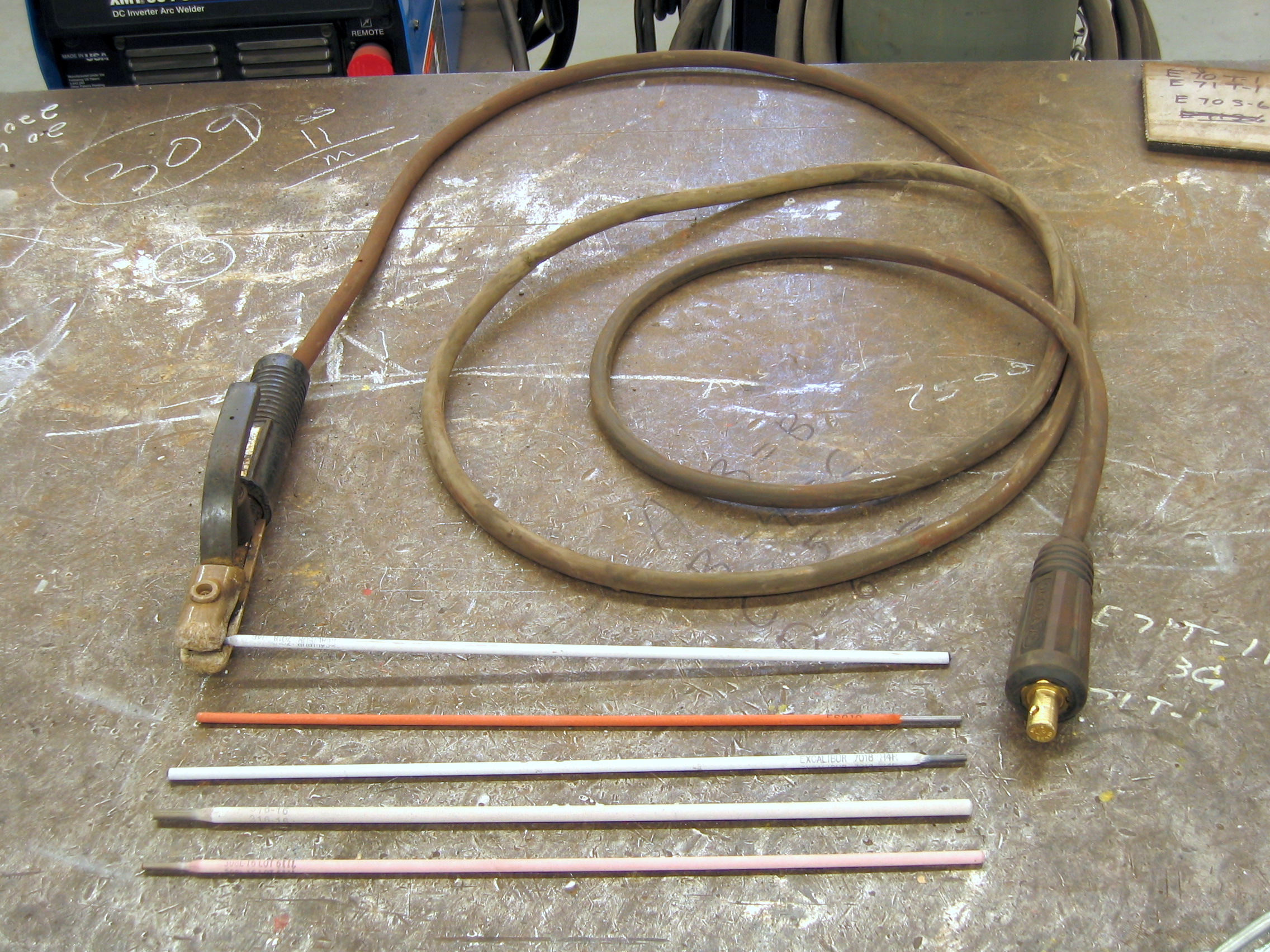
电焊钳和焊条

手工电弧焊 (SMAW)是一种非常常见而基本的焊接技术。它利用电弧放电产生热量的原理，将焊条和被焊接的工件（母材）分别接上电源的两極，当两者之间引燃电弧并保持电弧稳定燃烧时金属便会因电弧热量而熔化，从而使工件（母材）连接成一个整体的焊接方法。其优点是操作时灵活方便，因焊条种类较齐全，所以能焊接大部分金属，对设备要求低。但批量焊接的时候效率会比较低下，操作者的劳动强度高。对于操作者自身的技术要求比较高，焊接质量容易受到外界因素的影响。

## 外部連結
- SMAW guidelines（PDF）